# مچینگ، اسکس
مچینگ (به انگلیسی: Matching) یک روستا و محله مدنی در بریتانیا است که در Epping Forest واقع شده‌است. مچینگ ۶۳۵ نفر جمعیت دارد.